# Старий Добротвір
Стари́й Добрóтвір — село в Україні, в Шептицькому районі Львівської області. Населення становить 1200 осіб.

## Історія
Початки історії Добротвора (початкова назва Старого Добротвора, до будівництва Добротвірської ТЕС і створення містечка Добротвір) сягають 13-го ст. У ті часи Добротвір належав до Холмської землі, а в 14-ому до Белзької землі.
Добротвір лежить над річкою Бугом, на північний схід від Кам'янки Струмилової. Спочатку був розташований на правому березі Бугу, але через часті напади татар мешканці переселилися на лівий берег. Річка Буг та поблизькі ліси були добрим схоронищем перед нападами ворогів.

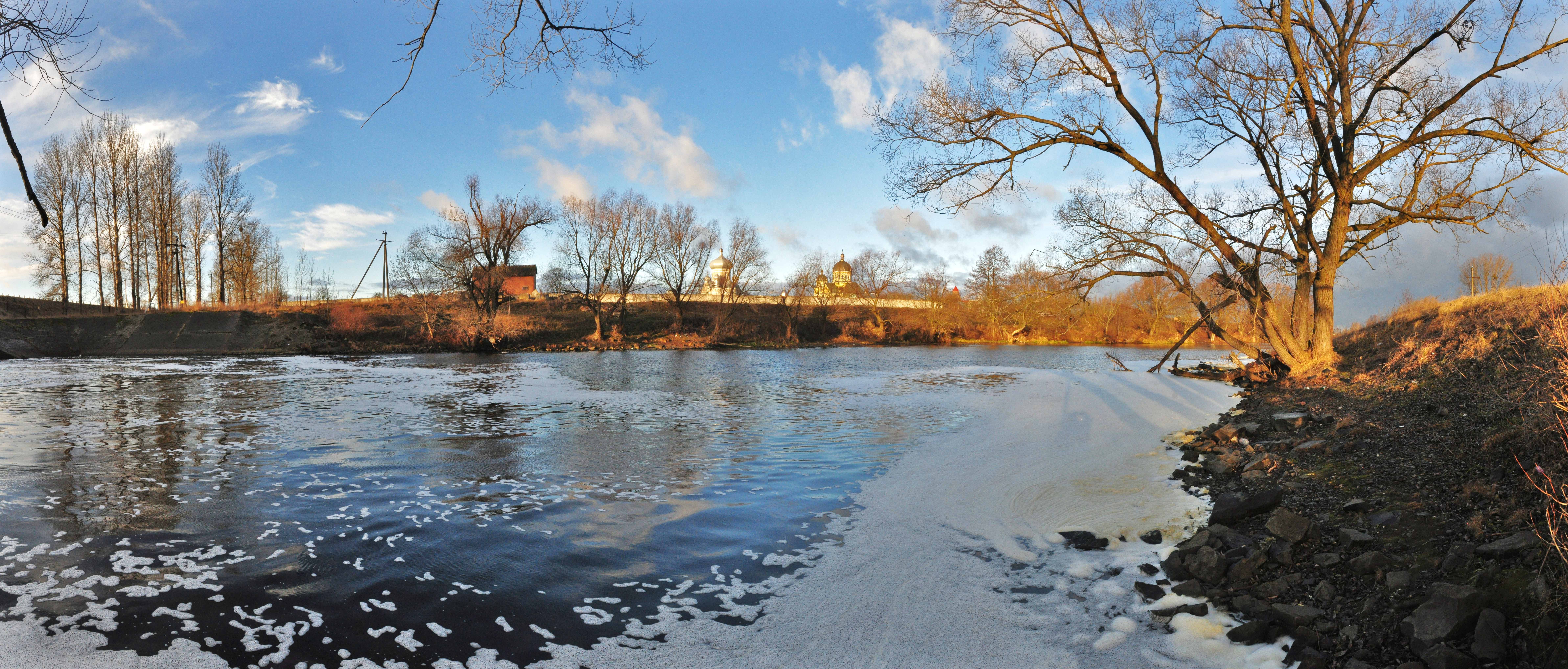
Панорама Старого Добротвора з правого берега Західного Бугу нижче водосховища

В історії згадуються татарські і турецькі напади в 1498 і 1509 рр., від яких населення Добротвора й околиць сильно потерпіло. Через те польський король Жигмонт І звільнив мешканців від усяких податків на вісім років. Він також установив щорічний ярмарок на день восьмого вересня і щотижневий у четвер.
В Добротворі було два замки, один з них оборонний, що стояв на правому березі Бугу. Від того замку збереглася назва околиці «Замчисько», а також оборонний рів, який можна було побачити до 1955 року, а після побудови греблі та частина Замчиська була затоплена водами Добротвірського водосховища. Історія згадує також, що у 1417 році в замку перебував литовський князь Вітовт.
Добротвір оточений присілками: Бірок, Забужжя, Воротна, Язвин, Долина, Маїки, Матяші, Мусії, Рогалі, Рокети. Назви присілків походять від прізвищ багатих господарів, які мали більші господарства довкруги Добротвора.
Згідно з королівською люстрацією в 1564-65 роках, Добротвір був містечком. Тоді в ньому було 161 хата і такі вулиці: Мостова, Надбужна, Млинова і Волоська. В тому часі Добротвір належав до Кам'янецького староства. Згадується там, що тоді в містечку було два священики, 16 рибалок, 5 бондарів, 2 гончарі, 2 шевці, 3 ковалі, 1 дігтяр і 6 різних яток. Решта населення займалася сільським господарством і випасом худоби.
Сім років пізніше перепис занотовує 195 домів, але велика частина населення вимирає від холери. Перепис 1662 року подає лише 15 хат. Це наслідки тодішніх воєн.
На присілку Язвин був монастир Сестер Василіянок, його ліквідовано 1784 р., а церкву св. Дмитрія з цього монастиря перенесено в 1792 році на цвинтар у Добротворі.
У 1870 р. ще раз прийшла пошесть холери і забрала багато жертв. Тоді у деякі дні ховали по десять осіб.
На початку 20 ст. Добротвір починає відроджуватися і розбудовуватися. Тоді приходить нове нещастя: в червні 1906 року пожежа нищить 48 господарств, у тому числі парафіяльні будинки, але 300-літня церква залишилася цілою. Вона стояла ще дев'ять років. В липні 1915 р. російські війська, відступаючи з Галичини, спалили центр Добротвору, в тому числі і старовинну церкву та дзвіницю.
Після Першої світової війни в Добротворі організовується культурно-освітнє життя. Засновано читальню «Просвіти», драматичний гурток, а також кооператив та інші малі підприємства.
У 1931 р. в Добротворі було 606 житлових будинків і 3325 мешканців, за польським переписом було: 2508 українців, 588 поляків і 229 євреїв. На 01.01.1939 у селі проживало 3520 мешканців (2390 українців-грекокатоликів, 570 українців-римокатоликів, 40 поляків, 120 польських колоністів міжвоєнного періоду і 200 євреїв)
Старанням о. Володимира Пашковського в роках 1933-38 побудовано нову церкву в україно-візантійському стилі. Церкву названо в честь святих Володимира і Ольги.
Її посвятив владика І.Бучко, який був товаришем о. Пашковського зі студентських часів. Не довго судилося о. Пашковському служити в новій церкві. Прихід більшовиків і переслідування ними приневолюють його втекти з родиною до Кракова, де він перебував до 1941 року. З приходом німців і проголошенням незалежності України Актом 30 червня 1941 року Добротвір знову відроджується. Однак не довго населення раділо відносно вільному життю, бо новий окупант почав забирати молодих людей на примусову працю до Німеччини, а інших за політичну діяльність арештовували і засилали в тюрми та концтабори.
Ранньою весною 1944 року фронтова лінія наблизилась до Добротвора і 21 березня О. Пашковський з родиною та І.Харко, з двома малолітніми синами подалися в далеку дорогу на еміграцію. Спершу опинилися в селі Ліщини коло Горлиць на Лемківщині, де о. Пашковський став парохом, а діти обох родин вписались до гімназії в м. Криниці.
На початку вересня 1944 року німецько–радянський фронт просувається у західному напрямку. Обидві родини були приневолені податися далі на захід. 10 вересня 1944 року прибули до Старої Любовні на Словаччині, а пізніше до Тренчина і далі до Вайнар біля Братислави. Тут перебули до квітня 1945 року. Коли більшовики наблизились до Братислави, о. Пашковський з родиною подався через Австрію до Риму, а І.Харко з синами опинилися в м. Аугсбурзі в Баварії.
На південь від села споруджена Добротвірська ТЕС, для якої у Старому Добротворі збудували греблю на річці, внаслідок чого утворилося чимале Добротвірське водосховище.

## Відомі люди
- о. Ганкевич Михайло — священик УГКЦ у Добротворі, адміністратор Буського деканату, посол до Австрійського парламенту 1848 року.
- Генріх Стшелецький — польський лісник.
- Сливинський Михайло Ярославович —  радянський, український і польський весляр на каное.

## Галерея

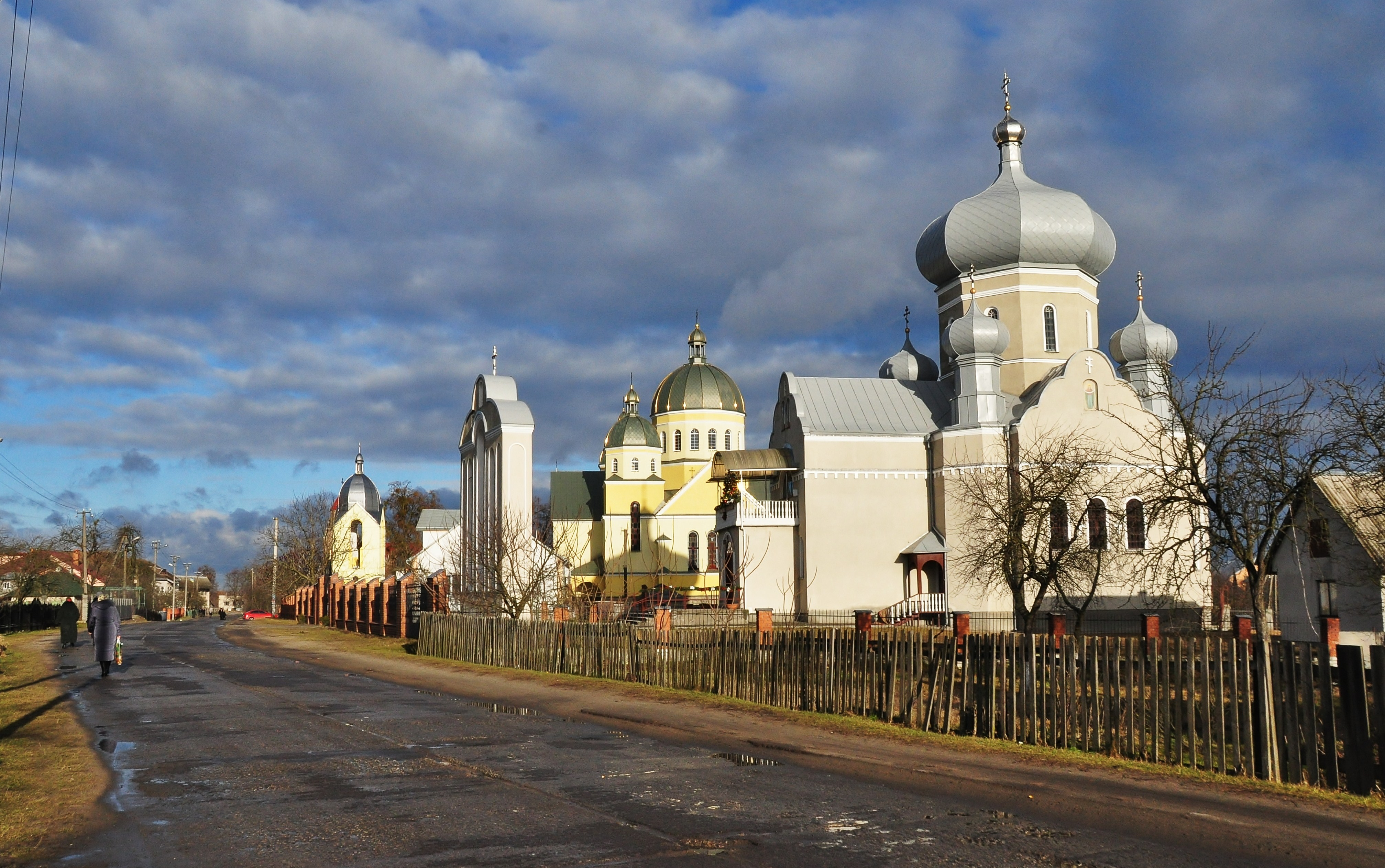
Вулиця у Старому Добротворі. На передньому плані Православна церква (ПЦУ), за нею Греко-католицька, а вдалині Римо-католицька
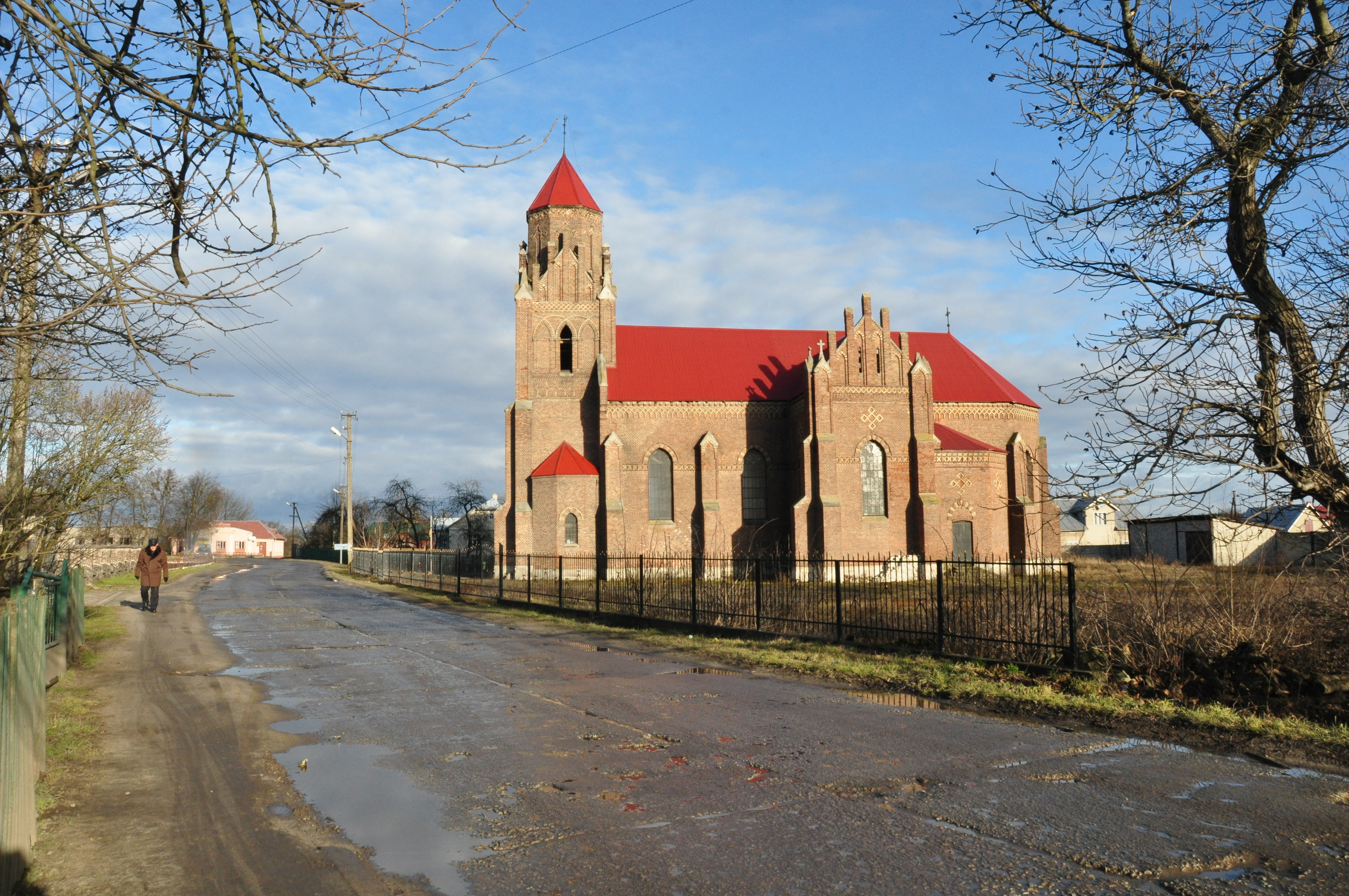
Костел Святого Станіслава (РКЦ) (1912 р.)
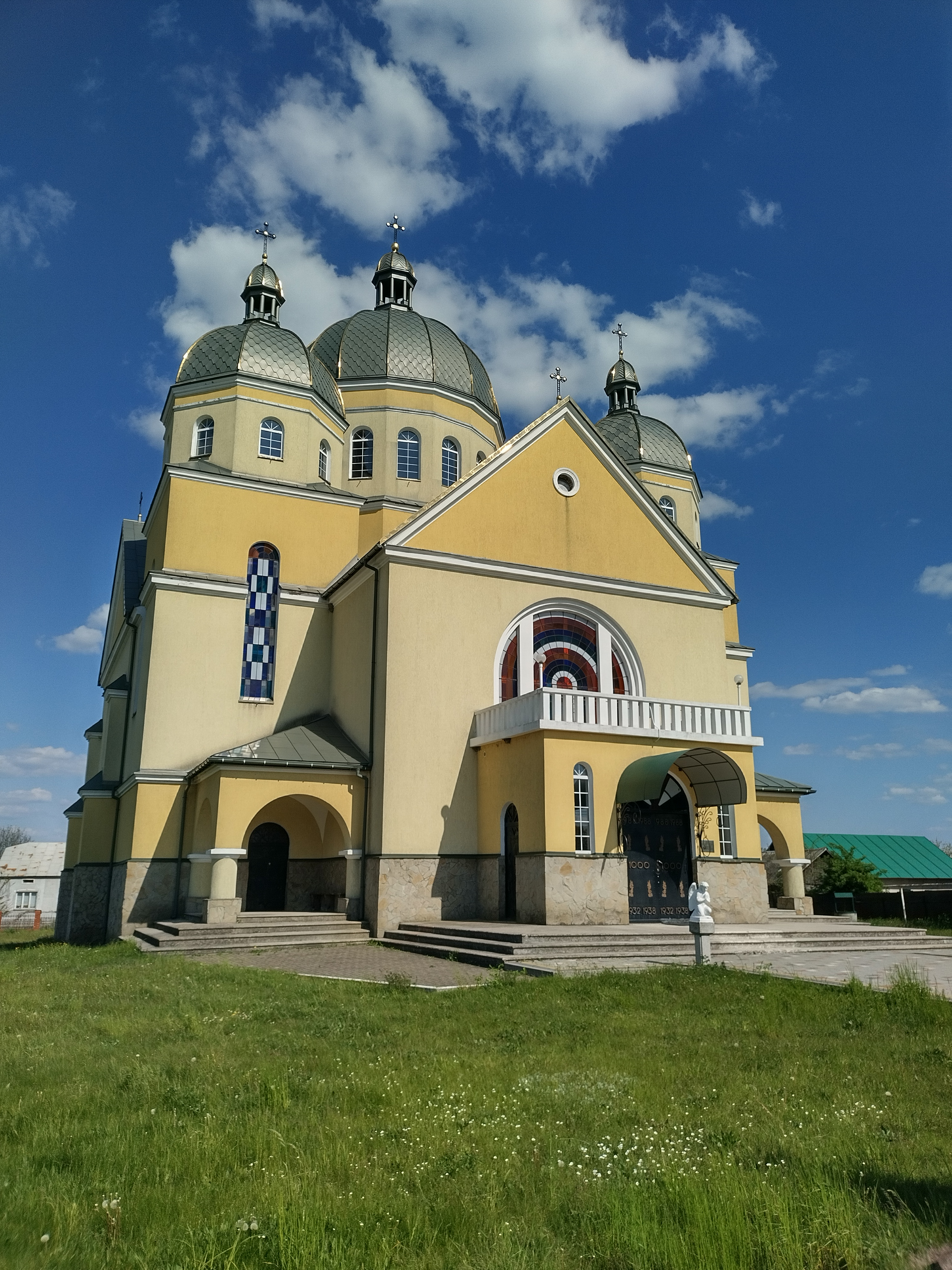
Храм Святих Володимира і Ольги (УГКЦ) (1933-1938 роки)
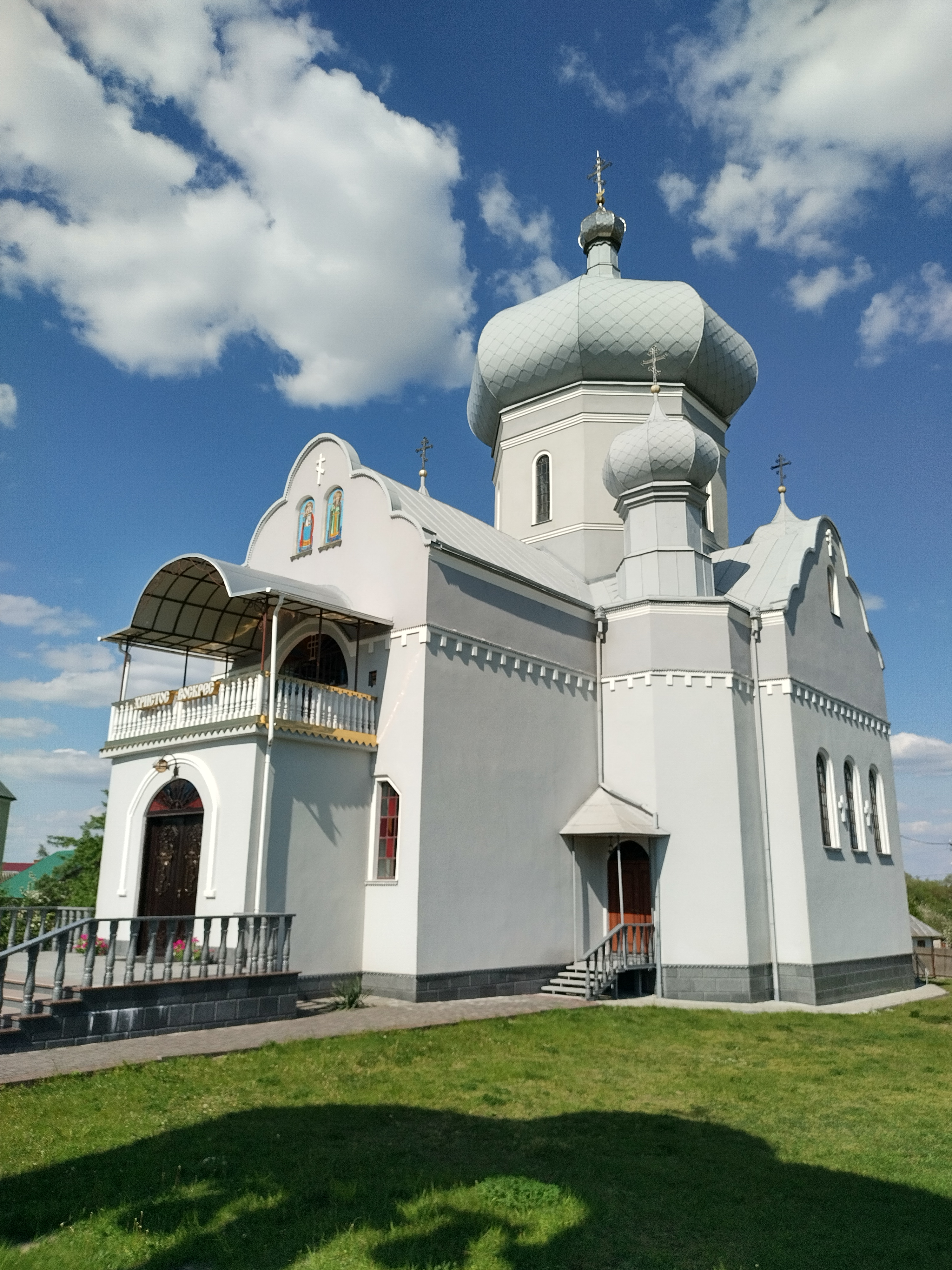
Православна церква (ПЦУ) (1995 р.)
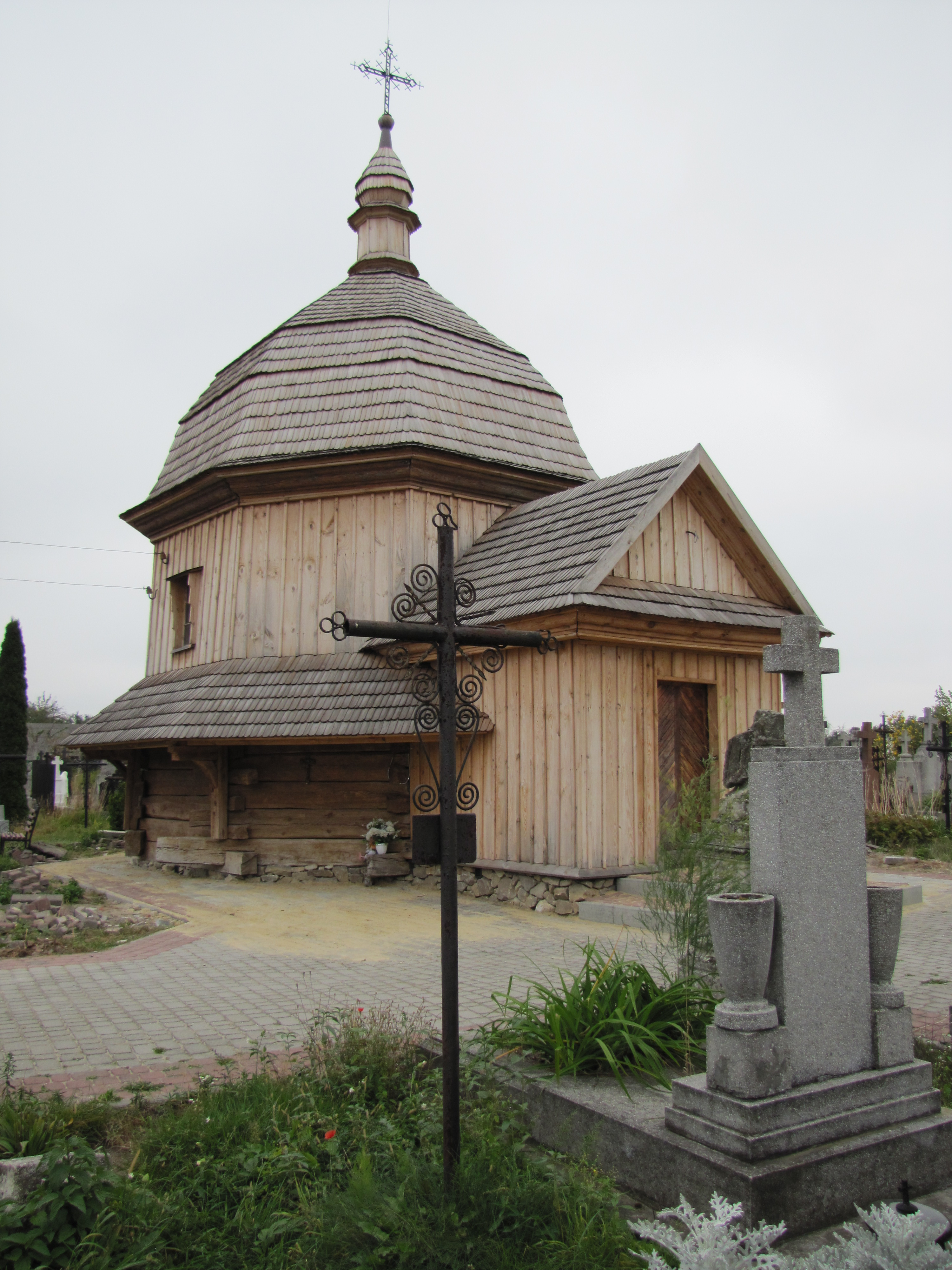
Каплиця Святого Дмитрія. 2019 р.
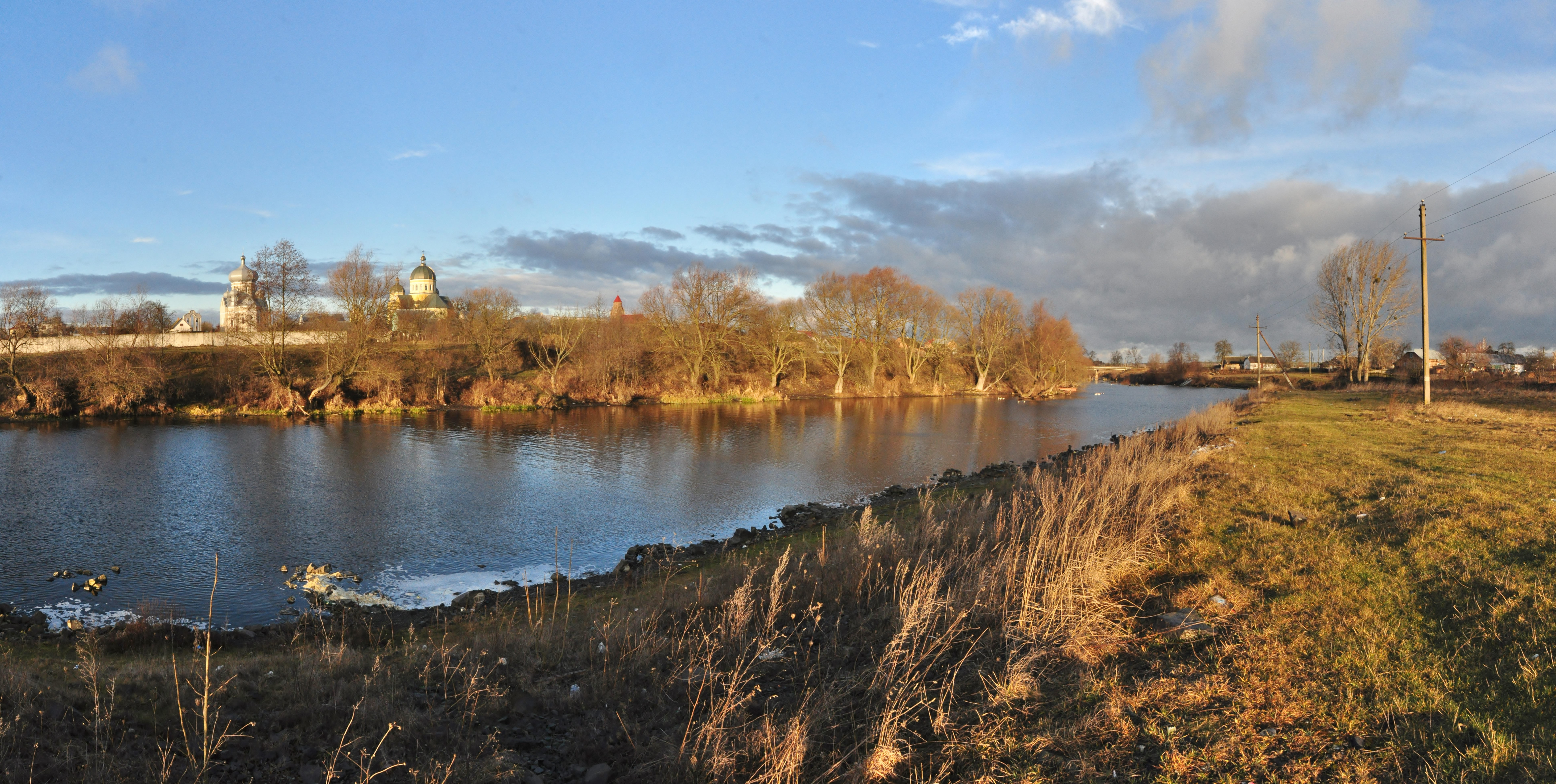
Під греблею
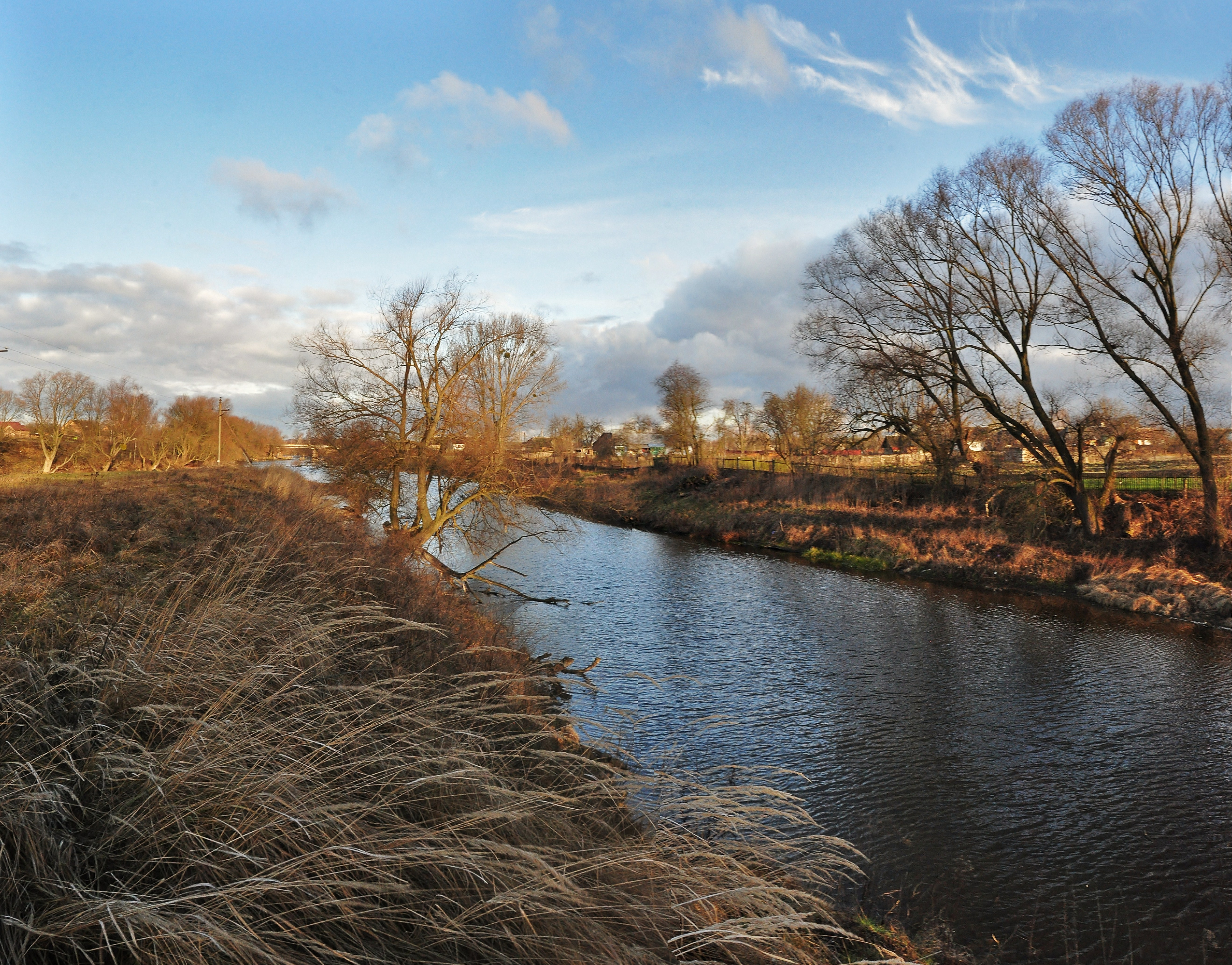
Вигляд на Західний Буг